# Протонний провідник

Протонний провідник у статичному електричному полі.

Протонний провідник — це електроліт, зазвичай твердий електроліт, у якому H+ є основними носіями заряду.

## Склад
Кислотні розчини демонструють протонну провідність, тоді як чисті протонні провідники зазвичай є сухими твердими речовинами. Типовими матеріалами є полімери або кераміка. Як правило, пори в практичних матеріалах такі маленькі, що протони домінують у постійному струмі, і запобігається транспортування катіонів або розчинника. Водяний лід — поширений приклад чистого протонного провідника, хоча і відносно поганого. Було показано, що особлива форма водяного льоду, суперіонна вода, проводить набагато ефективніше, ніж звичайний водяний лід.
Твердофазну протонну провідність вперше запропонували Альфред Рене Жан-Пол Уббелохде та С. Е. Роджерс. у 1950 р., хоча протонні струми електроліту були визнані з 1806 р.
Протонна провідність також спостерігалася в новому типі протонних провідників для паливних елементів-протонних органічних іонних пластичних кристалах, таких як 1,2,4-триазол перфторбутансульфонат та імідазол метансульфонат. Зокрема, висока іонна провідність 10 мСм/см досягається при 185 °C в пластичній фазі імідазолу метансульфонату.
У формі тонких мембран, протонні провідники є невід'ємною частиною невеликих, недорогих паливних елементів. Полімер нафіон є типовим протонним провідником у паливних елементах. Желеподібна речовина, подібна до нафіону, що знаходиться в ампулах Лоренцині акул, має протонну провідність лише трохи нижче, ніж нафіон.
Повідомлялося про високу протонну провідність серед лужноземельних кератів та перовськітових матеріалів на основі цирконату, легованих акцептором SrCeO3, BaCeO3 та BaZrO3. Порівняно висока провідна провідність також була виявлена в рідкісноземельних орто-ніобатах та орто-танталатах, а також у рідкісноземельних вольфраматах.